# Selenipedium
Selenipedium é um género botânico pertencente à família das orquídeas (Orchidaceae). Foi estabelecido por Reichenbach filius em Xenia Orchidacea 1: 3, e também em Bonplandia, ii: 116, ambas publicações em 1854. O Selenipedium chica Rchb.f. é a espécie tipo deste gênero, com lectótipo designado por Sprague e Summerhayes, Bull. Misc. Inform. 1927: 308 em 1927. Seu nome vem do grego selene que significa lua crescente e de pedilon, chinelo, em referência ao formato do labelo de suas flores.
Caracterizam-se por serem plantas terrestres que crescem em solo ácido, de porte às vezes muito alto, não raro com caule ramificado, em algo lembrando as Sobralia; com folhas plissadas alternadas, às vezes pilosas; e inflorescência terminal. As flores não são decíduas, ou seja, não se destacam depois de murchas, permanecendo evidentes na estremidade do fruto.
Este gênero distingue-se do gênero Cypripedium principalmente pelo fato dos frutos de Selenipedium apresentarem três câmaras, com sementes subglobulares, enquanto o outro possui frutos com apenas uma câmara com sementes fusiformes.
Cabem neste gênero as orquídeas mais altas do mundo, com mais de cinco metros de altura. Apenas uma espécie de Epistephium e uma de Epidendrum podem ser consideradas rivais respeitáveis em tamanho.
As cinco ou seis espécies que o compõem estão distribuídas pela região compreendida entre o Panamá e Trinidad, até o Equador e norte e nordeste do Brasil.
O Brasil conta três espécies registradas, vulgarmente conhecidas por Baunilha de Caçador, por possuírem cápsulas que emanam forte cheiro de baunilha; e uma quarta espécie, esta dúbia, Selenipedilum vanillocarpum Barb.Rodr., cuja descrição não esclarece bem como seria, há rumores de que teria sido redescoberta no estado da Bahia em 2001.
São espécies rarissimamente encontradas em coleções, tanto pelo seu tamanho como pela dificuldade de obtenção e cultivo complicado por necessitarem de condições especiais, desde que são oriundas de florestas baixas e muito cerradas, ou terrenos encharcadiços e fartos de detritos vegetais, onde a temperatura e umidade são bastante altas e constantes ao longo do ano.